# Sub Pop 300
Sub Pop 300 è una compilation della casa discografica Sub Pop uscita nel 2008 insieme al periodico musicale Mojo.

## Tracce
1. This Town - (Green River) (3:23)
2. Sweet Young Thing That Ain't Sweet No More - (Mudhoney) (3:40)
3. Wood Goblins - (Tad) (3:13)
4. Shove - (L7) (3:04)
5. Change Has Come - (Screaming Trees) (3:16)
6. Retarded - (Afghan Whigs) (3:17)
7. Branided - (Red Red Meat) (5:07)
8. Fanfare - (Eric Matthews) (2:51)
9. Southern Anthem - (Iron & Wine) (3:52)
10. New Slang - (The Shins) (3:47)
11. Such Great Heights - (The Postal Service) (4:23)
12. The Sun Comes Trough - (Kelley Stolz) (4:25)
13. Bowie - (Flight of the Conchords) (3:10)
14. Caught Licking Leather - (Pissed Jeans) (3:55)
15. Eraser - (No Age) (2:39)